# Gavlpiggen
Gavlpiggen är en bergstopp i Antarktis. Den ligger i Östantarktis. Norge gör anspråk på området. Toppen på Gavlpiggen är 2 110 meter över havet.
Terrängen runt Gavlpiggen är platt norrut, men söderut är den kuperad. Trakten är obefolkad. Det finns inga samhällen i närheten. 